# 방탄복

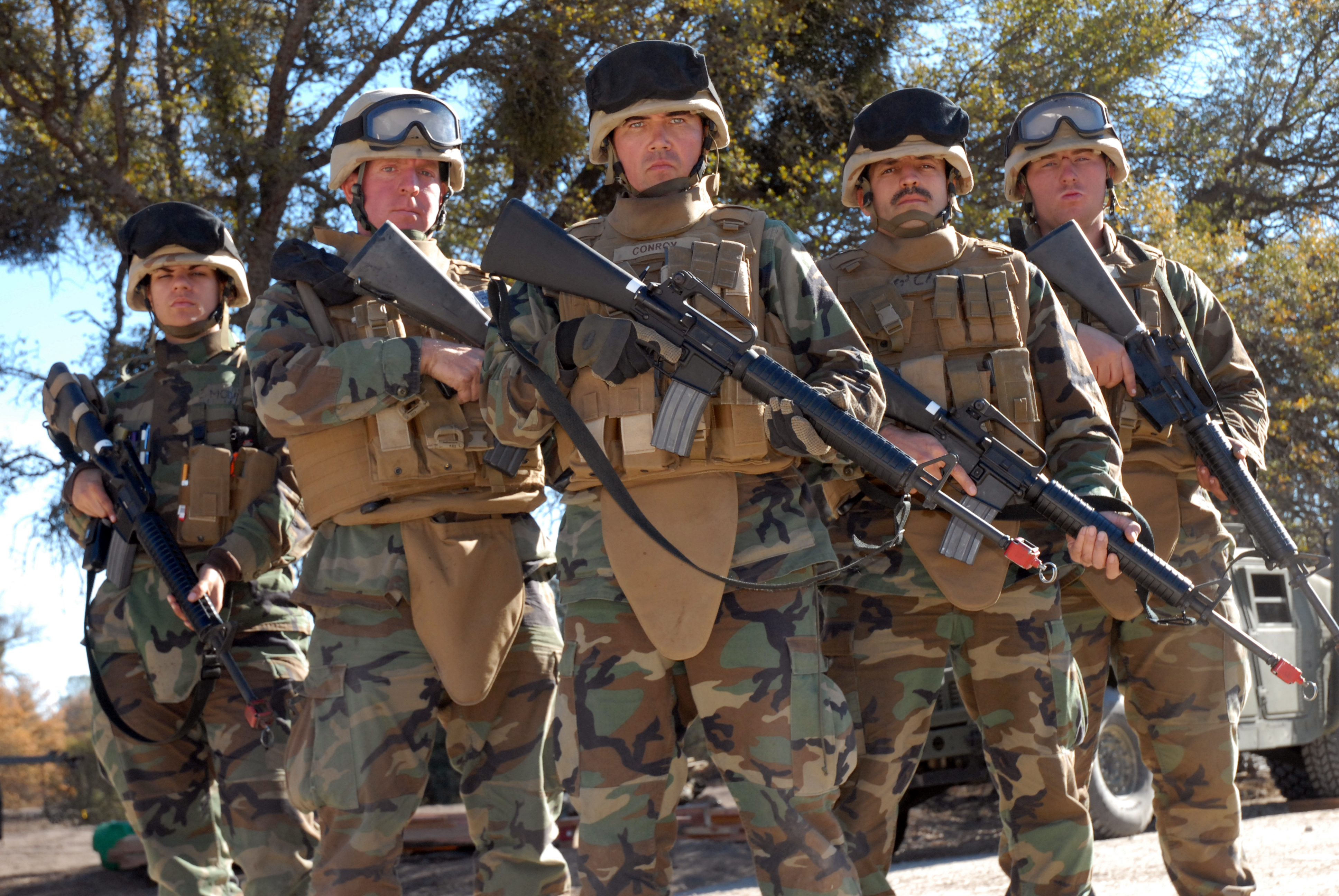
방탄복을 입은 군인들의 모습.

방탄복(防彈服, 영어: Bulletproof Vest)은 탄환 및 포탄 파편으로 인한 부상을 줄이려는 목적으로 제작된 의류이다. 보통 방탄복은 군인, 경찰, 사설 경호원들이 주로 착용하지만, 때때로 범죄자, 테러리즘들이 사용하기도 한다.
"방탄"이라고 하지만, 많은 수의 방탄복은 소구경의 권총탄, 산탄총 탄환(발사체), 수류탄과 같은 폭발물의 파편에 대해서만 방어력이 있으며, 소총탄에 대해서는 그 효과가 극히 미미하다. 실질적으로 소총탄을 방어할 수 있는 것은 방탄복 내부에 삽입하는 플레이트이다.

## 갤러리

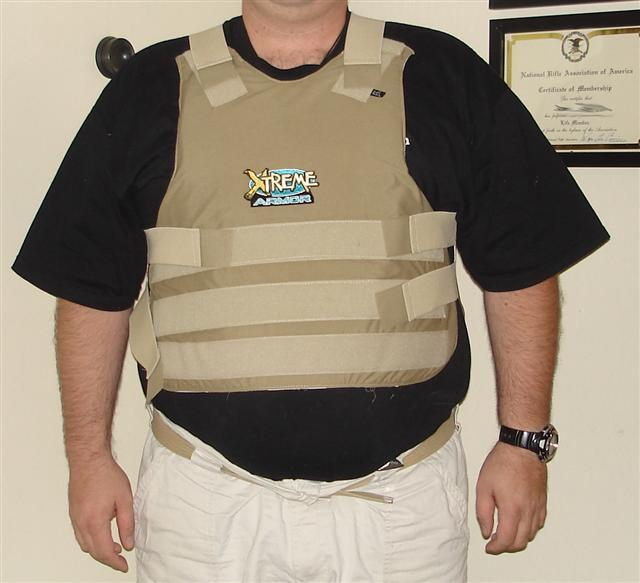
방탄복
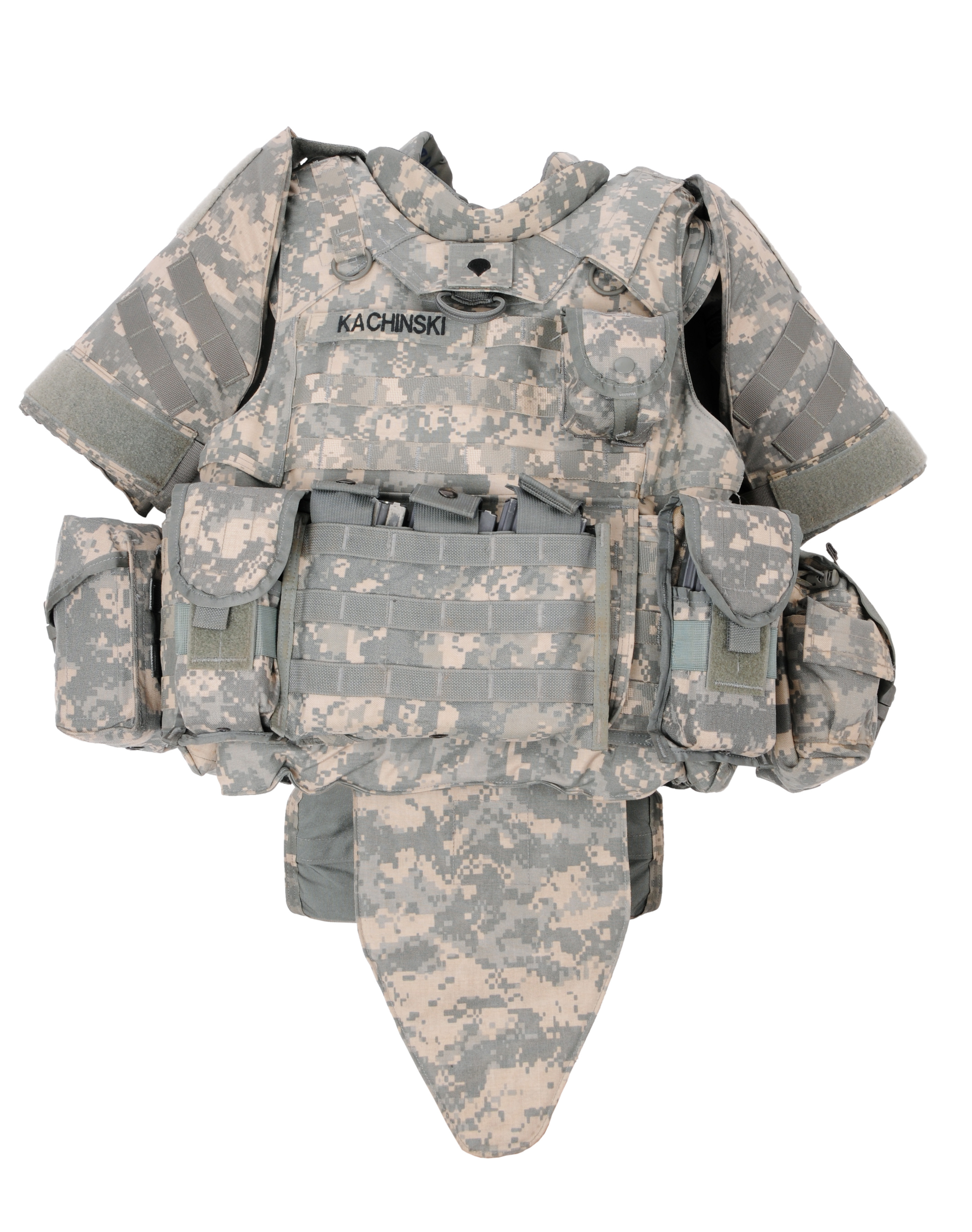
군용 방탄복
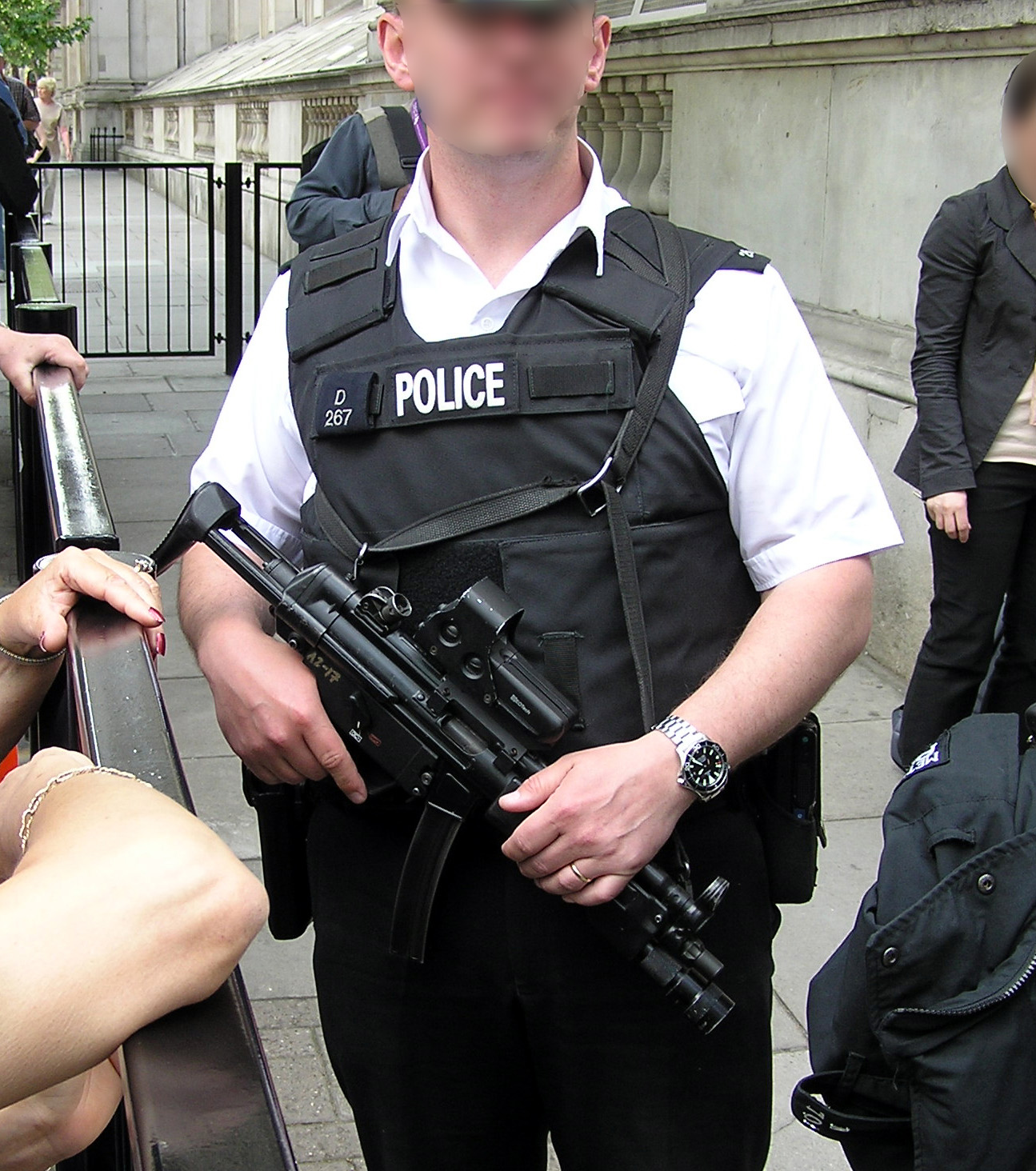
경찰 방탄복

## 같이 보기
- 두정갑
- 쇄자갑
- 방검복
- SAPI(Small Arms Protective Insert)
- PALS(Pouch Attachment Ladder System)
- CIRAS(CIRAS)
- NIJ 규격(National Institute of Justice)